# Almost Christmas (film)
Aproape Crăciun (titlu original: Almost Christmas) este un film de Crăciun american din 2016 regizat de David E. Talbert. Rolurile principale au fost interpretate de actorii Danny Glover, Mo'Nique, Jessie Usher, Omar Epps, Gabrielle Union și Kimberly Elise. Filmul prezintă o familie disfuncțională ai cărei membri se întâlnesc pentru prima dată de la moartea mamei lor.

## Distribuție
- Danny Glover - Walter Meyers[4]
- Rachel Kylian - Grace Meyers
- Kimberly Elise - Dr. Cheryl Meyers, DDS, the eldest daughter[5]
- Romany Malco - Christian Meyers [6]
- Gabrielle Union - Rachel Meyers[7]
- Jessie Usher - Evan Meyers[8]
- Mo'Nique - Aunt May[9]
- J. B. Smoove - Lonnie[10]
- Nicole Ari Parker - Sonya Meyers[11]
- Omar Epps - Malakai[12]
- Nadej K. Bailey - Niya
- John Michael Higgins - Brooks
- DC Young Fly - Eric
- Keri Hilson - Jasmine[13]
- Monica Brown - Waitress
- Gregory Alan Williams - Pastor Browning
- Gladys Knight - Dorothy, Shelter Director
- Tara Jones - Lucy
- Ric Reitz - Coach Packer
- Marley Taylor - Dee Meyers
- David E. Talbert - Malaci's Mom (voice)
- Donnie Simpson - Radio DJ (voice)